# Шарль Пішегрю
Шарль Пішегрю (фр. Jean-Charles Pichegru, 16 лютого 1761, Ле-Планш-пре-Арбуа, Французьке королівство — † 6 квітня 1804, Париж, Франція) — французький військовий та політичний діяч часів Першої республіки.

## Життєпис
Народився 16 лютого 1761 у м. Ле-Планш-пре-Арбуа. Походив з селянської родини.
Навчався у міському коледжі, яке закінчив у 1780. Згодом викладав філософію у Брієнському військовому училищі. Одним з його учнів був Наполеон Бонапарт.
У 1783 поступив до 1-го артилерійського полку, де став сержантом. Деякий час брав участь у складі французького корпусу у війни за незалежність Північноамериканських штатів.
У 1789 отримав звання прапорщика. З початком Французької революції запропонував послуги емігрантам-роялістам у Кобленці, але ті відмовилися. Тоді він вступив до Якобінського клубу у Безансоні, президентом якого став у 1791. Того ж року обирається командиром батальйону добровольців, увійшов разом з ним до Рейнської армії.
При підтримці Максиміліана Робесп'єра та Сен-Жюста у 1792 стає бригадним генералом, а у 1793 — дивізійним. У 1793 очолює Рейнську армію. У лютому 1794 стає командувачем північної армії, на її чолі вдало провів військову кампанію у Фландрії. 7 липня захоплює Антверпен, а 20 січня 1795 — Амстердам. Здобуває перемоги під Каселем, Неймегеном, Куртре, Буа-ле-Дюком, Меніном. Захоплює замерзлий нідерландський флот. 14 лютого повністю захопив Нідерланди.
По поверненню до Парижу придушує повстання 12 жерміналя III року (1 квітня 1795), за що отримав звання «Рятівника батьківщини», потім отримав призначення головнокомандуючого арміями Рейнської армії, а незабаром Самбро-Мааської, на її чолі форсував Рейн й захопив Мангейм.
Водночас вступив у перемовини з монархістами. Принц Конде обіцяв йому 1 млн франків готівкою, ренту у 200 000 франків, звання маршала, губернаторство в Ельзасі і замок Шамбор. Втім у 1796 плани Пішегрю стали відомі Директорії та він вимушений був піти у відставку. Проте, зважаючи на популярність Пішегрю, його не наважилися арештувати. Замість цього призначили посланцем до Швеції. Проте він відмовився.
У 1797 його обирають до Ради п'ятисот, президентом якої він стає. Він знову зв'язується з принцом Конде, плануючи повалення Директорії. Втім внаслідок державного заколоту 18 фрюктідор V року (4 вересня 1797) Ради розпущено, а Пішегрю заарештовано. Його відправлено у заслання до Кайєни. У 1798 втік до англійців, що стояли тоді у Суринамі. Згодом перебрався до Лондону, а потім до Прусії.
У 1804 таємно перебрався до Франції, де разом з лідером роялістів Жоржем Кадудалем готував замах на Наполеона Бонапарта (тоді першого консула). Заколот не вдався. 28 лютого заарештований й 6 квітня ще до початку суду знайдений мертвим у камері.